# (11328) Mariotozzi
(11328) Mariotozzi est un astéroïde de la ceinture principale.

## Description
(11328) Mariotozzi est un astéroïde de la ceinture principale. Il fut découvert le 19 octobre 1995 à Colleverde par Vincenzo Silvano Casulli. Il présente une orbite caractérisée par un demi-grand axe de 2,76 UA, une excentricité de 0,07 et une inclinaison de 4,7° par rapport à l'écliptique.

## Compléments